# Geschichten vom Franz (Film)
Geschichten vom Franz ist ein österreichisch-deutscher Spielfilm von Johannes Schmid aus dem Jahr 2022 mit Jossi Jantschitsch in der Titelrolle als Franz Fröstl und Ursula Strauss und Simon Schwarz als dessen Eltern. Das Drehbuch von Sarah Wassermair basiert auf der Buchreihe Geschichten vom Franz von Christine Nöstlinger. Der Film wurde mit Neue Geschichten vom Franz (2023) fortgesetzt.

## Handlung
Der neunjährige Franz Fröstl geht in Wien in die Rosa-Riedl-Schule. In der Klasse ist er der Kleinste und manchmal wird er für ein Mädchen gehalten. Wenn er sich aufregt, bekommt er eine hohe Piepsstimme. Vor dem strengen Lehrer Zickzack verschlägt es ihm die Stimme. Franz wird daher regelmäßig gehänselt, seine Eltern sind ihm diesbezüglich auch keine große Hilfe. Seine besten Freunde sind Gabi und Eberhard, auf die kann sich Franz voll verlassen.
Auf der Suche nach Stärke und Selbstbewusstsein findet Franz im Internet Videos des Influencers Hank Haberer, der zweifelhafte Tipps für richtige Männer gibt. Franz und Eberhard sind davon begeistert, während Gabi wenig von diesen Ideen hält. Klassenkollegin Elfi wirft Franz vor, dass er kein richtiger Mann sei, weil er sich ständig von Gabi herumkommandieren lässt. Franz bezeichnet Gabi in der Folge als Klugscheißerin und Franz und Gabi gehen sich aus dem Weg.
Franz wird von Elfis Clique eingeladen, Zeit mit ihnen zu verbringen, nachdem er sich gegenüber Zickzack in der Klasse behauptet. Elfi stiftet Franz zu einem Ladendiebstahl eines Kaugummis für sie an. Nachdem er erwischt, wird lässt ihn Elfi hängen, bei so etwas müsse man selbst schauen, wo man bleibt. Gabi hinterlässt einen Abschiedsbrief, in dem sie schreibt, nach Timbuktu oder Bayern auszuwandern, jedenfalls weit weg von Franz. Sowohl Gabis Mutter als auch Franz machen sich große Sorgen um sie. Franz findet Gabi schließlich im Keller seines Wohnhauses und entschuldigt sich bei ihr. Alpha-Mann zu sein sei viel zu anstrengend.

## Produktion und Hintergrund
Die Dreharbeiten fanden an 28 Drehtagen vom 28. Juni bis zum 6. August 2021 in Wien und Niederösterreich statt. Drehorte waren unter anderem der Karmelitermarkt und der Donaukanal. Für die Rosa-Riedl-Schule, eine Hommage an Nöstlingers Rosa Riedl Schutzgespenst, wurde die Hans-Radl-Schule in Währing umfunktioniert.
Unterstützt wurde der Film vom Österreichischen Filminstitut, vom Filmfonds Wien, von FISA Filmstandort Austria sowie dem Land Niederösterreich, beteiligt war der Österreichische Rundfunk.
Produziert wurde der Film von der österreichischen Nikolaus Geyrhalter Filmproduktion und der deutschen if... Productions (Produzenten Michael Kitzberger, Katharina Posch, Wolfgang Widerhofer, Nikolaus Geyrhalter, Markus Glaser Markus Glaser, Ingo Fliess). Den Vertrieb übernahm in Deutschland Wild Bunch Germany.
Die Kamera führte Matthias Grunsky. Für den Ton zeichnete Klaus Kellermann verantwortlich, für das Kostümbild Leonie Zykan, für das Szenenbild Renate Schmaderer, für die Maske Verena Eichtinger und für das Casting Martina Poel.
Für das Kindertrio wurden rund 1000 Kinder gecastet. Gegenüber den Vorlagen wurden unter anderem die Rollenbilder der Eltern in die Jetztzeit gehoben, außerdem tritt ein Influencer auf.

## Veröffentlichung
Premiere war am 9. April 2022 auf der Diagonale in Graz. Der österreichische und deutsche Kinostart erfolgte am 14. April 2022.
Im Rahmen der Edition österreichischer Film von Hoanzl und dem Standard wurde der Film 2023 auf DVD veröffentlicht.
Im ORF wurde der Film am 26. Dezember 2023 erstmals ausgestrahlt.

## Rezeption
Valerie Dirk bezeichnete den Film auf DerStandard.at als einfühlsame Aktualisierung der Kinderbuchreihe, die von Johannes Schmid mit dem Nöstlinger’schen Witz gekonnt in Szene gesetzt würde. Besonders mache die Geschichten vom Franz, dass (fast) nichts mit erhobenem Zeigefinger oder schöngemalt daherkomme. Dazu passe Marco Wandas Soundtrack wie das Pflaster aufs aufgeschlagene Knie.
Oliver Armknecht vergab auf film-rezensionen.de sieben von zehn Punkten, die Produktion sei ein charmanter Familienfilm, der sich auf lockere und natürliche Weise ernster Themen wie Identität und Freundschaft annehme.
Laut Film Austria beziehungsweise Österreichischem Filminstitut war diese Produktion in Österreich am Stichtag 12. Dezember 2022 unter den besucherstärksten österreichischen Filme des Jahres 2022 mit 85.700 Kinogängern auf dem zweiten Platz hinter Rotzbub.

## Auszeichnungen und Nominierungen
Romyverleihung 2022
- Nominierung in der Kategorie Bester Film Kino[18]
- Nominierung in der Kategorie Bestes Drehbuch Kino (Sarah Wassermair)
- Nominierung in der Kategorie Beste Regie Kino (Johannes Schmid)
- Nominierung in der Kategorie Beste Musik (Toni Dobrzanski und Marco Wanda)

Gilde-Filmpreis 2022
- Auszeichnung in der Kategorie Kinderfilm[19]

Austrian Ticket
- Auszeichnung für mehr als 75.000 Besucher[20]

Romyverleihung 2023
- Nominierung in der Kategorie Beliebtester Schauspieler Film (Simon Schwarz)[21]